# Мальбахов, Тимбора Кубатиевич
Тимбо́ра Кубатие́вич Мальба́хов (кабард.-черк. Мэлбахъуэ Къубэтий и къуэ Тимборэ; 18 ноября 1917, Муртазово, Терская область — 19 сентября 1999, Нальчик) — советский государственный и партийный деятель, первый секретарь Кабардино-Балкарского обкома КПСС (1956—1985).

## Биография
Родился 18 ноября 1917 года, в селении Муртазово Терской области.
Окончил Орджоникидзевский сельскохозяйственный институт в 1940 году и ВПШ при ЦК КПСС (заочно) в 1953 году.
В 1940 году работал старшим агрономом, а затем директором Кантышевской машинно-тракторной станции (Чечено-Ингушская АССР).
С 1940 по 1946 года — в Советской Армии, воевал на фронте.
С 1942 года член ВКП(б). С 1946 года находился на партийной работе в КБАССР: заместитель заведующего отделом Кабардинского обкома КПСС, Первый секретарь Кубинского райкома ВКП(б) Кабардинской АССР (1946—1949), с 1949 по 1952 годы — секретарь, второй секретарь Кабардинского обкома ВКП(б), с 1952 по 1956 годы — Председатель Президиума Верховного Совета Кабардинской АССР, с 1956 по 1985 год — первый секретарь Кабардино-Балкарского обкома КПСС. Его срок правления был самым большим в РСФСР. В СССР на руководящей региональной должности столько лет был только Антанас Снечкус — Первый секретарь ЦК КП Литвы в 1940—1974 годах.
В 1961—1986 годах — кандидат в члены ЦК КПСС. Депутат Совета Национальностей Верховного Совета СССР 3—11 созывов (1950—1989) от Кабардино-Балкарской АССР (11-й созыв).
За время его правления были построены ведущие промышленные предприятия республики, основан бальнеологический курорт «Нальчик», освоено горнолыжное Приэльбрусье. Началась газификация республики и строительство водопроводных сетей, построены микрорайоны Нальчика. Были открыты Кабардино-Балкарский государственный университет (1957 г.), Кабардино-Балкарская государственная сельскохозяйственная академия (1981 г.).
С 1985 года — персональный пенсионер союзного значения.
В 1991 году, когда во время событий в Чечне и развала Союза в ноябре встал вопрос о разделе республики, принял активное участие в подготовке съезда народов Кабардино-Балкарии, созванного в декабре 1991 года.
Скончался 19 сентября 1999 года в городе Нальчик.

## Память
В 2007 году именем Мальбахова была названа Национальная библиотека КБР. Также его имя носят улица в Нальчике и других населённых пунктах республики.

## Награды
- 4 ордена Ленина
- орден Трудового Красного Знамени
- орден Отечественной войны I степени
- орден Отечественной войны II степени
- орден Красной Звезды